# Satonius
Satonius es un género con cuatro especies de coleópteros mixófagos. 

## Especies
- Satonius kurosawai
- Satonius schoenmanni
- Satonius stysi
- Satonius wangi